# 憂患意識
憂患意識，徐復觀先生提及道：「希臘哲學，發生於對自然的驚異；各種宗教，發生於對天災人禍的恐怖；而中國文化，則發生於對人生責任感的憂患。」按徐復觀考究，憂患意識一開始產生於古代的宗教，並形成「天命」的思想。後來天命從宗教過渡到政治，再從政治過渡到人。由此，「天命」思想從君王與朝代的繼承問題成了個人的修身、對社會的省思。然而，這一切都是為了對「臨事而懼」的負責任態度，而非杞人憂天。

## 源流
從周朝開始，人們開始對過往的殷革夏命、周革殷命引起了省思，並開始了解到君王並非永定。此時，人們開始產生對「天命」的思想有了新的看法，從宗教過渡到政治，再從政治過渡到人。由於「君王永定」論被打破，人們了解到君王的統治並非永久、一個朝代亦並非永恆，由此開始產生了憂患意識，孕育出中華文化的開端。何善蒙則認為，在夏朝和商朝時，人們把一切都交予昊天上帝，此時不會產生憂患意識。若沒有憂患意識，則不會產生後來的中華文化。

## 儒家
直到先秦開始，憂患意識開始得到發展，孟子提出了：「生於憂患，死於安樂」。然而，在此以前，人們認為統治是永久的，直至君王死去，甚至認為一個朝代是永恆，如夏桀把自己比喻為太陽。直到湯武革命的發生，人們才意識到若一個朝代需要恆久，君王需要有「仁」、「義」、「禮」、「智」的品德，而儒家則在此背景下發展起來。